# G-code
El G-code, también conocido como RS-274, es el nombre que habitualmente recibe el lenguaje de programación más usado en control numérico (CN), el cual posee múltiples implementaciones, tales como Siemens Sinumeric, FANUC, Haas, Heidenhain o Mazak. Es usado principalmente en automatización, forma parte de la ingeniería asistida por computadora. Al G-code se le llama en ciertas ocasiones lenguaje de programación G.
En términos generales, G-code es un lenguaje mediante el cual las personas pueden decir a máquinas herramienta controladas por computadora qué hacer y cómo hacerlo. Esos "qué" y "cómo" están definidos mayormente por instrucciones sobre a dónde moverse, cuán rápido moverse y qué trayectoria seguir. Las máquinas típicas que son controladas con G-code son fresadoras, cortadoras, tornos e impresoras 3D.

## Implementaciones
La primera implementación del control numérico se desarrolló en el Laboratorio de Servomecanismos del MIT a principio de la década de 1950. En las siguientes décadas se desarrollaron una gran cantidad de implementaciones de mano de multitud de organizaciones comerciales o no. El G-code se ha usado a menudo en estas implementaciones. La versión más común en Estados Unidos es la propuesta por Electronic Industries Alliance a principio de los años 1960. En febrero de 1980 se aprobó una revisión final con el nombre de RS274D. En todo el mundo, el estándar ISO 6983 es el más usado, aunque en algunos países europeos en concreto se utilizan a veces otros estándares como el DIN 66025 alemán o los PN-73M-55256, PN-93/M-55251 polacos.
Los distintos fabricantes de máquinas CNC han añadido todo tipo de extensiones y variaciones al lenguaje, por lo que los operadores de las máquinas deben conocer las peculiaridades concretas que el fabricante ha previsto para su uso.
Existe una versión de G-code conocida como BCL que aunque es considerado un estándar se usa sólo en unas pocas máquinas.
Desde la década de 1970 hasta la de 1990, muchos fabricantes de máquinas CNC intentaron deshacerse de todos los problemas de compatibilidad estandarizando los controladores de las herramientas, construidos por FANUC. Otra empresa con posición dominante en el mercado de los controladores CNC es Siemens, especialmente en Europa. Ya en la segunda década del siglo XXI, todas esas diferencias e incompatibilidades no causan grandes problemas puesto que el G-code es generado por aplicaciones CAD/CAM que son capaces de generar código adaptado a cada máquina específica.
Algunas máquinas CNC cuentan con una especie de programación "conversacional" consistente en un software parecido a un asistente que de algún modo enmascara el G-code o evita totalmente su uso. Algunos ejemplos son ProtoTRAK de Southwestern Industries, Mazatrol de Mazak, Ultimax de Hurco, Intuitive Programming System (IPS) de Haas, o CAPS de Mori Seiki.
G-code comenzó siendo un tipo de lenguaje bastante limitado que carecía de estructuras como búcles, operadores condicionales y variables declaradas por el usuario. Sin embargo, las implementaciones más recientes de G-code sí que incluyen tales estructuras, creando un lenguaje algo más parecido a lo que podría ser un lenguaje de alto nivel.

## Códigos específicos
Los G-codes son conocidos también como códigos preparatorios, y se caracterizan por comenzar por la letra "G". Normalmente es un código que indica a la máquina qué operación debe realizar. Algunas de estas operaciones podrían ser:
Existen también otros tipos, y en general se pueden considerar los códigos como los registros de una computadora.
| Códigos | Descripción                                                                    | Grupo   |
| ------- | ------------------------------------------------------------------------------ | ------- |
| G00     | Posicionamiento de movimiento rápido                                           | 01      |
| G01     | Movimiento de interpolación lineal                                             | 01      |
| G02     | Movimiento de interpolación circular en sentido horario                        | 01      |
| G03     | Movimiento de interpolación circular en sentido antihorario                    | 01      |
| G04     | Pausa                                                                          | 00      |
| G09     | Parada exacta                                                                  | 00      |
| G10     | Establecer correctores                                                         | 00      |
| G12     | Fresado circular de cavidades en sentido horario                               | 00      |
| G13     | Fresado circular de cavidades en sentido antihorario                           | 00      |
| G17     | Selección de plano XY                                                          | 02      |
| G18     | Selección de plano XZ                                                          | 02      |
| G19     | Selección de plano YZ                                                          | 02      |
| G20     | Seleccionar pulgadas                                                           | 06      |
| G21     | Seleccionar sistema métrico                                                    | 06      |
| G28     | Retorno al punto cero de la máquina                                            | 00      |
| G29     | Retorno desde el punto de referencia                                           | 00      |
| G31     | Avance hasta salto                                                             | 00      |
| G35     | Medida automática del diámetro de la herramienta                               | 00      |
| G36     | Medida automática del corrector de piezas                                      | 00      |
| G37     | Medida automática del corrector de herramientas                                | 00      |
| G40     | Cancelar compensación de la herramienta de corte                               | 07      |
| G41     | Compensación de la herramienta de corte izquierda 2D                           | 07      |
| G42     | Compensación de la herramienta de corte derecha 2D                             | 07      |
| G43     | Compensación de la longitud de la herramienta + (Añadir)                       | 08      |
| G44     | Compensación de la longitud de la herramienta - (Restar)                       | 08      |
| G47     | Engrabación de texto                                                           | 00      |
| G49     | G43/G44/G143 Cancelar                                                          | 08      |
| G50     | Cancelar escala                                                                | 11      |
| G51     | Escala                                                                         | 11      |
| G52     | Establecer sistemas de coordenadas de trabajo                                  | 00 o 12 |
| G53     | Selección de coordenadas de la máquina no modal                                | 00      |
| G54     | Seleccionar sistema de coordenadas de trabajo n.° 1                            | 12      |
| G55     | Seleccionar sistema de coordenadas de trabajo n.° 2                            | 12      |
| G56     | Seleccionar sistema de coordenadas de trabajo n.° 3                            | 12      |
| G57     | Seleccionar sistema de coordenadas de trabajo n.° 4                            | 12      |
| G58     | Seleccionar sistema de coordenadas de trabajo n.° 5                            | 12      |
| G59     | Seleccionar sistema de coordenadas de trabajo n.° 6                            | 12      |
| G60     | Posicionamiento unidireccional                                                 | 00      |
| G61     | Modo de parada exacta                                                          | 15      |
| G64     | Cancela la parada exacta G61                                                   | 15      |
| G65     | Opción de llamada a subprograma macro                                          | 00      |
| G68     | Rotación                                                                       | 16      |
| G69     | Cancelar G68 Giro                                                              | 16      |
| G70     | Círculo de agujero para tornillos                                              | 00      |
| G71     | Arco de agujero para tornillos                                                 | 00      |
| G72     | Agujeros para tornillos a lo largo de un ángulo                                | 00      |
| G73     | Ciclo fijo de taladrado intermitente de alta velocidad                         | 09      |
| G74     | Ciclo fijo de roscado inverso                                                  | 09      |
| G76     | Ciclo fijo de mandrinado fino                                                  | 09      |
| G77     | Ciclo fijo de mandrinado posterior                                             | 09      |
| G80     | Cancelar ciclo fijo                                                            | 09      |
| G81     | Ciclo fijo de taladrado                                                        | 09      |
| G82     | Ciclo fijo de taladrado de punto                                               | 09      |
| G83     | Ciclo fijo de taladrado intermitente normal                                    | 09      |
| G84     | Ciclo fijo de roscado                                                          | 09      |
| G85     | Ciclo fijo de mandrinado                                                       | 09      |
| G86     | Ciclo fijo de mandrinado y parada                                              | 09      |
| G89     | Ciclo fijo de mandrinado hacia dentro, pausa y mandrinado hacia fuera          | 09      |
| G90     | Comando de posicionamiento absoluto                                            | 03      |
| G91     | Comando de posicionamiento incremental                                         | 03      |
| G92     | Establecer valor de cambio de sistemas de coordenadas de trabajo               | 00      |
| G93     | Modo de avance de tiempo inverso                                               | 05      |
| G94     | Modo de avance por minuto                                                      | 05      |
| G95     | Avance por revolución                                                          | 05      |
| G98     | Retorno al punto inicial de ciclo fijo                                         | 10      |
| G99     | Retorno al plano R de ciclo fijo                                               | 10      |
| G100    | Cancelar imagen especular                                                      | 00      |
| G101    | Habilitar imagen especular                                                     | 00      |
| G103    | Limitar almacenamiento de bloques                                              | 00      |
| G107    | Correlación cilíndrica                                                         | 00      |
| G110    | Sistema de coordenadas n.° 7                                                   | 12      |
| G111    | Sistema de coordenadas n.° 8                                                   | 12      |
| G112    | Sistema de coordenadas n.° 9                                                   | 12      |
| G113    | Sistema de coordenadas n.° 10                                                  | 12      |
| G114    | Sistema de coordenadas n.° 11                                                  | 12      |
| G115    | Sistema de coordenadas n.° 12                                                  | 12      |
| G116    | Sistema de coordenadas n.° 13                                                  | 12      |
| G117    | Sistema de coordenadas n.° 14                                                  | 12      |
| G118    | Sistema de coordenadas n.° 15                                                  | 12      |
| G119    | Sistema de coordenadas n.° 16                                                  | 12      |
| G120    | Sistema de coordenadas n.° 17                                                  | 12      |
| G121    | Sistema de coordenadas n.° 18                                                  | 12      |
| G122    | Sistema de coordenadas n.° 19                                                  | 12      |
| G123    | Sistema de coordenadas n.° 20                                                  | 12      |
| G124    | Sistema de coordenadas n.° 21                                                  | 12      |
| G125    | Sistema de coordenadas n.° 22                                                  | 12      |
| G126    | Sistema de coordenadas n.° 23                                                  | 12      |
| G127    | Sistema de coordenadas n.° 24                                                  | 12      |
| G128    | Sistema de coordenadas n.° 25                                                  | 12      |
| G129    | Sistema de coordenadas n.° 26                                                  | 12      |
| G136    | Medida automática del centro del corrector de piezas                           | 00      |
| G141    | 3D+ Compensación de la herramienta de corte                                    | 07      |
| G143    | Compensación de la longitud de la herramienta de 5 ejes +                      | 08      |
| G150    | Fresado de cavidades de propósito general                                      | 00      |
| G154    | Seleccionar coordenadas de trabajo P1-P99                                      | 12      |
| G156    | Ciclo fijo de brochado                                                         | 09      |
| G167    | Modificar ajustes                                                              | 00      |
| G174    | Roscado rígido no vertical en sentido antihorario                              | 00      |
| G184    | Roscado rígido no vertical en sentido horario                                  | 00      |
| G187    | Ajuste del nivel de pulido                                                     | 00      |
| G234    | Control del punto central de la herramienta (TCPC)                             | 08      |
| G253    | G253 Orientar el husillo normal al sistema de coordenadas de la característica | 00      |
| G254    | Corrector de piezas dinámico (DWO)                                             | 23      |
| G255    | Cancelar corrector de piezas dinámico (DWO)                                    | 23      |
| G266    | Movimiento de avance rápido lineal % de los ejes visibles                      | 00      |
| G268    | Habilitar sistema de coordenadas de la característica                          | 02      |
| G269    | Deshabilitar sistema de coordenadas de la característica                       | 02      |

La consiguiente tabla proporciona una lista de códigos G utilizados en programación CNC, junto con sus descripciones y grupos correspondientes. Los códigos G son comandos esenciales para controlar máquinas CNC y especificar diferentes operaciones de mecanizado y movimiento. Estos códigos son fundamentales para la industria de fabricación y son ampliamente utilizados en la programación de máquinas herramienta y equipos automatizados. La tabla se organiza en grupos para facilitar la referencia rápida y la comprensión de los códigos G según su función y aplicación en el mecanizado CNC.

## Estructura del G-Code
El G-Code es un lenguaje de programación que sigue una estructura específica para comunicar instrucciones a máquinas CNC. Comprender su sintaxis y estructura es fundamental para la programación eficiente y precisa de estas máquinas. La estructura básica de un comando G-Code consta de una letra (el código) seguida de un número (el valor del parámetro). A continuación, se detalla la estructura y los elementos clave del G-Code:
1- Letras de Código:
Las letras que inician un comando G-Code representan la función principal que se ejecutará. Por ejemplo, la letra "G" se utiliza para comandos relacionados con el movimiento, mientras que la letra "M" se utiliza para comandos misceláneos, como el encendido o apagado de accesorios.
2- Número de Parámetro:
Después de la letra de código, sigue un número que define el valor del parámetro. Este número puede ser un valor absoluto o incremental, dependiendo de si se utiliza la programación en coordenadas absolutas o incrementales (G90 para coordenadas absolutas y G91 para coordenadas incrementales).
3- Comentarios:
Los comentarios se pueden agregar en un programa G-Code precedidos por un paréntesis "( )". Estos comentarios son útiles para documentar el programa y explicar su funcionalidad, pero no afectan la ejecución del código.
4- Códigos Modales:
Algunos comandos G-Code son modales, lo que significa que permanecen activos hasta que se cambian explícitamente. Por ejemplo, si se establece un comando G01 para movimiento lineal, todos los movimientos subsiguientes serán lineales hasta que se cambie a otro modo.
5- Parámetros Adicionales:
Muchos comandos G-Code permiten la especificación de parámetros adicionales, como velocidades de avance, velocidades de rotación, coordenadas de destino y dimensiones de herramientas, según sea necesario para la operación.
6- Secuencia de Comandos:
Un programa G-Code está compuesto por una secuencia de comandos que se ejecutan en orden. Cada comando especifica una acción particular, como un movimiento de corte, una pausa o una activación de accesorios.
7- Bloques y Separadores:
Los comandos G-Code se agrupan en bloques separados por líneas nuevas o retornos de carro. Cada bloque suele contener un solo comando o un conjunto de comandos relacionados.
8- Programación CAD/CAM:
programación manual de G-Code puede ser laboriosa y propensa a errores. Por esta razón, se utilizan sistemas CAD/CAM para generar automáticamente programas G-Code a partir de modelos 3D y diseños. Esto simplifica en gran medida el proceso de programación y reduce la posibilidad de errores humanos.
La estructura del G-Code proporciona a los operadores y programadores de CNC un medio preciso para controlar el movimiento y las operaciones de la máquina, lo que resulta en mecanizados consistentes y de alta calidad. La combinación de letras de código, números de parámetro y comentarios facilita la creación y comprensión de programas G-Code, lo que es esencial para la industria de la fabricación y el mecanizado.

## Funciones y Aplicaciones del G-Code
El G-Code es una parte fundamental de la programación CNC y desempeña un papel crucial en una amplia variedad de funciones y aplicaciones en la fabricación y el mecanizado. A continuación, se exploran en detalle algunas de las funciones más comunes y las aplicaciones en las que se utiliza el G-Code:
1- Movimiento y Posicionamiento Preciso:
El G-Code se utiliza para controlar los movimientos de la máquina CNC con una precisión extraordinaria. Permite el posicionamiento exacto de la herramienta de corte o la pieza de trabajo en múltiples ejes (X, Y, Z) y la realización de movimientos lineales y circulares.
2- Taladrado y Fresado:
Una de las aplicaciones más comunes del G-Code es el taladrado y el fresado. Los comandos G-Code especifican la ubicación de los agujeros, la profundidad de corte y la velocidad de avance, lo que resulta en perforaciones y fresados precisos.
3- Roscado y Roscado Helicoidal:
El G-Code se utiliza para controlar el roscado y el roscado helicoidal, lo que permite la creación de hilos precisos en piezas y componentes. Los comandos G-Code determinan la velocidad de giro y la profundidad de corte necesaria.
4- Corte por Plasma y Láser:
En aplicaciones de corte por plasma y láser, el G-Code controla la trayectoria de corte y la potencia del láser o del chorro de plasma. Esto es esencial en la industria de la fabricación de metales, donde se requieren cortes limpios y precisos.
5- Fabricación de Moldes y Prototipos:
El G-Code se utiliza en la fabricación de moldes para la producción de piezas de plástico y metal. También es esencial en la creación de prototipos, permitiendo la fabricación rápida de modelos y piezas de prueba.
6- Industria Aeroespacial y Automotriz:
En la industria aeroespacial y automotriz, el G-Code se emplea para la producción de componentes críticos, como piezas de motor, componentes estructurales y piezas de precisión.
7- Mecanizado de Metales y Materiales Compuestos:
El G-Code se adapta a diversas aplicaciones de mecanizado, incluyendo la fresadora de alta velocidad, el torneado y el mecanizado de materiales compuestos avanzados utilizados en la aviación y la industria de defensa.
8- Fabricación Aditiva (Impresión 3D):
Aunque la fabricación aditiva se basa en una tecnología diferente, algunos procesos de impresión 3D utilizan un lenguaje de programación similar al G-Code para controlar la deposición de material y la construcción de capas.
9- Personalización y Producción a Medida:
El G-Code permite la personalización y la producción a medida, lo que significa que se pueden crear piezas únicas o lotes pequeños de productos sin necesidad de costosas herramientas o moldes adicionales.
10- Control de Accesorios:
Además del movimiento y la mecanización, el G-Code se utiliza para controlar accesorios de la máquina, como sistemas de refrigeración, dispositivos de sujeción y sistemas de inspección automatizados.

La versatilidad del G-Code lo convierte en una herramienta esencial en la fabricación y el mecanizado modernos, y su aplicación se extiende a múltiples industrias. Facilita la producción precisa y eficiente de componentes y piezas, lo que contribuye significativamente al desarrollo tecnológico y económico en todo el mundo.

## Errores y Problemas Comunes en la Programación G-Code
La programación y ejecución de comandos G-Code pueden ser complicadas, y los errores pueden resultar en problemas costosos y retrasos en la producción. A continuación, se enumeran algunos de los errores y problemas comunes que los operadores y programadores de CNC pueden encontrar y cómo abordarlos:
1- Errores de Sintaxis:
Los errores de sintaxis, como comandos G-Code mal escritos o incompletos, pueden llevar a malos resultados o al funcionamiento incorrecto de la máquina. La revisión meticulosa y la verificación de la sintaxis son esenciales para evitar estos problemas.
2- Colisiones de Herramientas:
Si no se programa adecuadamente la trayectoria de la herramienta o se omite algún detalle, puede ocurrir una colisión entre la herramienta de corte y la pieza de trabajo o la máquina en sí. Esto puede causar daños graves. La simulación y la comprobación de interferencias son cruciales para prevenir colisiones.
3- Velocidades y Avances Incorrectos:
Es importante especificar velocidades de corte y avances adecuados en los comandos G-Code. Velocidades demasiado altas pueden causar vibraciones y desgaste prematuro de herramientas, mientras que velocidades demasiado bajas pueden aumentar los tiempos de ciclo. El ajuste incorrecto de estas velocidades puede afectar la calidad y la eficiencia de la mecanización.
4- Errores de Herramientas:
La selección incorrecta de herramientas o la falta de calibración de las herramientas pueden generar errores en la programación. La falta de coincidencia entre el diámetro de la herramienta programado y el diámetro real puede resultar en dimensiones inexactas en la pieza de trabajo.
5- Falta de Homing:
Olvidar realizar la operación de homing (retorno al punto de referencia) antes de iniciar la ejecución del programa puede llevar a un funcionamiento incorrecto de la máquina. El programa puede asumir posiciones incorrectas si la máquina no está en su posición de inicio.
6- Problemas de Coordenadas:
La selección incorrecta de coordenadas, ya sea absolutas o incrementales, puede llevar a movimientos inesperados o a la pérdida de la posición de referencia. Es importante definir y utilizar las coordenadas correctas de manera consistente.
7- Errores en la Secuencia de Comandos:
Si la secuencia de comandos G-Code no se organiza correctamente, los movimientos y las operaciones pueden ejecutarse en el orden incorrecto. Esto puede dañar la pieza de trabajo o la herramienta.
8- Desviaciones y Tolerancias:
Los errores de precisión y tolerancia pueden surgir debido a la acumulación de errores en la programación o la máquina. Es importante conocer y controlar las especificaciones de tolerancia y asegurarse de que la máquina y las herramientas estén en buen estado.
9- Falta de Mantenimiento:
El mantenimiento regular de la máquina CNC es esencial para prevenir problemas. El desgaste de las piezas, la falta de lubricación y otros problemas mecánicos pueden afectar negativamente la precisión y la calidad del mecanizado.
10. Errores de Entrada de Datos:
Los errores humanos en la entrada de datos, como errores tipográficos o la selección incorrecta de valores de parámetros, pueden generar resultados inesperados. La verificación cuidadosa de los datos de entrada es crucial.

La prevención de errores y la resolución efectiva de problemas son fundamentales en la programación CNC y en la ejecución de comandos G-Code. La capacitación adecuada, la simulación y la revisión meticulosa de programas son prácticas esenciales para evitar problemas y garantizar un mecanizado preciso y eficiente.

## Ejemplos y Ejercicios Prácticos en Programación G-Code
La comprensión práctica de la programación G-Code es fundamental para los operadores y programadores de máquinas CNC. A continuación, se presentan ejemplos y ejercicios prácticos que ayudarán a los estudiantes y profesionales a familiarizarse con la programación y a perfeccionar sus habilidades:
Ejemplo 1: Movimiento Lineal Simple
Supongamos que deseamos programar un movimiento lineal simple de una máquina CNC en el eje X desde la posición actual (0,0) hasta (100,0). El G-Code correspondiente podría ser:

G00 X0 Y0     ; Posicionar la máquina en el punto de inicio
G01 X100 Y0   ; Movimiento lineal a la posición (100,0)
En este ejemplo, los comandos G00 y G01 se utilizan para posicionar y realizar el movimiento lineal, respectivamente.
Ejemplo 2: Taladrado de Orificios
Ejemplo 2: Taladrado de Orificios
Imaginemos que queremos programar una secuencia de taladrado de tres orificios en coordenadas (10,10), (20,20) y (30,30) en una pieza de trabajo. El G-Code para taladrar estos orificios podría ser:
G00 X10 Y10   ; Posicionar la máquina en el primer orificio
G01 Z-5       ; Bajar la herramienta al plano de corte
G01 Z-10 F50  ; Iniciar el taladrado a una velocidad de avance de 50 unidades por minuto
G00 Z5        ; Retirar la herramienta del orificio
G00 X20 Y20   ; Moverse al segundo orificio
G01 Z-5       ; Bajar la herramienta al plano de corte
G01 Z-10 F50  ; Iniciar el taladrado a una velocidad de avance de 50 unidades por minuto
G00 Z5        ; Retirar la herramienta del orificio
G00 X30 Y30   ; Moverse al tercer orificio
G01 Z-5       ; Bajar la herramienta al plano de corte
G01 Z-10 F50  ; Iniciar el taladrado a una velocidad de avance de 50 unidades por minuto
G00 Z5        ; Retirar la herramienta del orificio
En este ejemplo, los comandos G00 se utilizan para mover la máquina a las ubicaciones de los orificios, mientras que los comandos G01 se utilizan para controlar el proceso de taladrado.
Ejercicio Práctico: Fresado de un Perfil
Ejercicio Práctico: Fresado de un Perfil
Supongamos que queremos programar el fresado de un perfil rectangular de 50x30 unidades en una pieza de trabajo. El G-Code para esta operación podría incluir los siguientes comandos:
G00 X0 Y0     ; Posicionar la máquina en el punto de inicio
G01 Z-5 F100  ; Bajar la herramienta al plano de corte a una velocidad de avance de 100 unidades por minuto
G01 X50       ; Realizar un movimiento lineal en el eje X
G01 Y30       ; Realizar un movimiento lineal en el eje Y
G01 X0        ; Realizar un movimiento lineal en el eje X para completar el perfil
G01 Y0        ; Realizar un movimiento lineal en el eje Y para volver al punto de inicio
G00 Z5        ; Retirar la herramienta del material
Este ejercicio práctico simula el fresado de un perfil rectangular en una pieza de trabajo.
Los ejemplos y ejercicios prácticos son esenciales para adquirir experiencia en la programación G-Code y comprender cómo los comandos G-Code controlan el movimiento y las operaciones de una máquina CNC. Los principiantes pueden comenzar con ejemplos simples y avanzar gradualmente hacia tareas más complejas a medida que adquieren confianza en su capacidad para programar máquinas CNC con precisión.

## Software y Herramientas
La programación G-Code puede ser una tarea compleja y laboriosa cuando se realiza manualmente. Por suerte, existen una serie de software y herramientas diseñadas para simplificar este proceso y permitir a los usuarios generar y editar programas G-Code de manera más eficiente. A continuación, se describen algunas de las principales categorías de software y herramientas utilizadas en la programación G-Code:
1- Software CAM (Computer-Aided Manufacturing):
El software CAM es una categoría fundamental para la programación G-Code. Estas aplicaciones están diseñadas específicamente para convertir diseños CAD (Computer-Aided Design) en programas G-Code. Los usuarios pueden importar modelos 3D o dibujos 2D y generar automáticamente los códigos G-Code necesarios para mecanizar la pieza. Ejemplos populares incluyen Mastercam, Autodesk Fusion 360, y SolidCAM.
2- Editor de G-Code:
Un editor de G-Code es una herramienta que permite a los programadores visualizar y editar programas G-Code existentes. Estos editores suelen incluir funciones de resaltado de sintaxis, capacidad de búsqueda y reemplazo, y simulación para verificar la secuencia de comandos. Los usuarios pueden realizar ajustes y correcciones en los programas G-Code según sea necesario.
3- Simuladores CNC:
Los simuladores CNC permiten a los operadores probar y verificar programas G-Code en un entorno virtual antes de ejecutarlos en una máquina real. Esto ayuda a prevenir errores costosos y colisiones. Los simuladores proporcionan una representación gráfica del mecanizado y permiten la depuración y optimización del programa antes de la producción real.
4- Generadores de Código G-Code Específicos de Máquinas:
Algunos fabricantes de máquinas CNC proporcionan software específico para sus máquinas que simplifica la generación de programas G-Code. Estos programas están diseñados para aprovechar al máximo las capacidades de la máquina y pueden ofrecer características específicas, como ciclos de mecanizado predefinidos.
5- Software de Simulación Avanzada:
Además de la simulación básica, existen software de simulación avanzada que no solo verifica la ejecución del G-Code, sino que también realiza análisis de colisiones y optimización de trayectorias. Estas herramientas son particularmente útiles en la industria aeroespacial y automotriz, donde la precisión es crítica.
6- Herramientas de Conversión:
En algunas ocasiones, es necesario convertir entre diferentes formatos de archivo CNC o G-Code. Las herramientas de conversión permiten a los usuarios cambiar entre formatos compatibles con diferentes máquinas o controladores CNC.
7- Comunidad en Línea y Recursos de Aprendizaje:
Además del software en sí, existen comunidades en línea y recursos de aprendizaje que proporcionan tutoriales, foros y bibliotecas de programas G-Code. Estos recursos son valiosos para aprender, compartir experiencias y acceder a bibliotecas de códigos predefinidos.
8- Integración con CAD:
Algunos programas CAD incluyen módulos CAM que permiten a los usuarios pasar directamente de la creación de modelos a la generación de G-Code. Esto mejora la eficiencia al eliminar la necesidad de exportar e importar archivos entre aplicaciones.

La elección del software y las herramientas adecuadas depende de las necesidades específicas de programación G-Code de cada usuario y del nivel de complejidad de las operaciones de mecanizado. El software CAM y los simuladores CNC son especialmente valiosos para la mayoría de las aplicaciones CNC, ya que ofrecen una gama completa de características de programación, simulación y optimización.